# Lampides arius
Lampides arius är en fjärilsart som beskrevs av Hans Fruhstorfer 1916. Lampides arius ingår i släktet Lampides och familjen juvelvingar. Inga underarter finns listade i Catalogue of Life.